# Jakob
För andra betydelser, se Jakob (olika betydelser).
Jakob, Jacob, är ett mansnamn av hebreiskt ursprung. Betydelsen är omstridd, en teori är att det betyder "må han skydda". 
Jakob eller Jacob är förutom i svenskan den vanliga formen även i bland annat norskan, danskan och tyskan. Den finska formen är Jaakko. Den engelska formen är James men även formen Jacob är vanlig i bland annat USA. Den franska formen är Jacques, den italienska Giacomo, den spanska och portugisiska är Jaime, den turkiska är Yakup, och den arabiska benämningen är Yaqub (يَعقُوب). På modern hebreiska är namnet Ya'akov (יעקב).
Tidigare dominerade i Sverige stavningen med 'k', men bland de yngre är det ganska jämnt mellan Jakob och Jacob. 
Namnet förekommer i en runskrift målad på väggen i Vänge kyrka på Gotland "Bedjen för Jakobs själ i Nickarve" (Biðið fyrir Jakobs sál Nikkarfa). 
I Sverige var namnet relativt populärt runt 1900-talets början. Jakob/Jacob har åter ökat snabbt i popularitet sedan 1970-talet och är i dag [när?]ett av de vanligaste tilltalsnamnen bland de yngsta. 1995 nådde Jakob en plats bland de 25 vanligaste tilltalsnamnen och de senaste åren [när?]har det legat runt tionde plats. 31 december 2005 fanns det totalt 22 749 personer i Sverige med namnet Jakob eller Jacob, varav 17 626 bar det som tilltalsnamn. År 2003 fick 844 pojkar namnet, varav 642 fick det som tilltalsnamn.
Namnsdag i Sverige: 25 juli. Fram till 1901 hade Jakob även namnsdag den 20 december, till minne av patriarken Jakob, och 1 maj, till minne av aposteln Jakob. I den finlandssvenska namnsdagslängden har Jakob namnsdag 25 juli sedan starten 1929, då en egen namnsdagskalender togs i bruk för finlandssvenskar.

## Bibliska personer med förnamnet Jakob
- Patriarken Jakob
- Aposteln Jakob, Sebedaios son
- Aposteln Jakob, Alfeus son
- Jakob den rättfärdige

## Andra personer med förnamnet Jakob/Jacob
- Jakob I av Aragonien, kung av Aragonien 1213-1276
- Jakob I av Cypern, kung av Cypern 1382-1398
- Jakob I av England, kung av England 1603-1625 och som Jakob VI kung av Skottland 1567-1625
- Jakob I av Sicilien, kung av Sicilien 1285-1295 och som Jakob II kung av Aragonien 1291-1327
- Jakob I av Skottland, kung av Skottland 1406-1437
- Jakob II av Cypern, kung av Cypern 1464-1473
- Jakob II av England, kung av England och som Jakob VII kung av Skottland 1685-1688
- Jakob II av La Marche, regentgemål av Neapel 1415-?, greve av La Marche
- Jakob II av Skottland, kung av Skottland 1437-1460
- Jakob III av Cypern, kung av Cypern 1473-1474
- Jakob III av Skottland, kung av Skottland 1460-1488
- Jakob IV av Skottland, kung av Skottland 1488-1513
- Jakob V av Skottland, kung av Skottland 1513-1514
- Jakob Edvard Stuart, tronpretendent 1701-1766 som Jakob III av England och Jakob VIII av Skottland
- Anund Jakob, svensk kung 1022-1050
- Jakob av Kurland, hertig i Kurland 1642-1682
- Jakob av Sarug, syrisk biskop och poet
- Jakob ben Ascher, tysk-spansk rabbin
- Jakob av Dacia, dansk-norsk-svensk prins, son till Kung Johan II
- Jakob av Edessa, syrisk biskop och författare
- Jakob Zanzolus Baradaeus, biskop och helgon i Edessa på 500-talet
- Jacob Erlandsen, död 1274, ärkebiskop på Rügen
- Jakob Israelsson, ärkebiskop i Uppsala stift 1278-1281
- Jakob Ulfsson, Sveriges ärkebiskop 1469–1515, grundare av Uppsala universitet
- Jakob Þór Einarsson, isländsk skådespelare
- Jöns Jacob Berzelius, svensk friherre, kemist och naturforskare, ledamot av Svenska akademien
- Jacob Dahlin, svensk TV-programledare
- Jacob De la Gardie, 1768–1842, fältherre och politiker
- Jakob Eklund, svensk skådespelare
- Jakob Forssmed, svensk politiker (kristdemokrat), statsråd
- Jacob Grimm, tysk språkvetare och sagopublicist
- Jakob Hellman, svensk sångare och artist
- Jacob Hägg, svensk sjöofficer och marinmålare
- Jacob Adolf Hägg, svensk tonsättare
- Jacob Jordaens, flamländsk målare
- Jacob Axel Josephson, svensk tonsättare
- Jacob Axelsson Lindblom, ärkebiskop, ledamot av Svenska Akademien
- Jacob Marcus, tysk-svensk köpman och judisk pionjär i Sverige
- Jakob Markström, svensk ishockeymålvakt
- Jacob Rees-Mogg, brittisk politiker
- Jacob Serenius, svensk biskop
- Jacob Stadell, svensk sångare
- Jakob Ulfeldt, danskt riksråd, diplomat
- Jacob Wallenberg (författare) (1746–1778), svensk författare
- Jacob Wallenberg (1892–1980), svensk bankman
- Jacob Wallenberg (född 1956), svensk företagsledare
- Jacob Widén, svensk sångare och gitarrist
- Jacob Zuma, sydafrikansk politiker, president

## Efternamnet Jacob/Jakob
- François Honoré Georges Jacob
- Claude William Jacob
- Heinrich Eduard Jacob
- François Jacob, fransk biolog, mottagare av Nobelpriset i fysiologi eller medicin 1965
- Marcel Jacob
- Marius Jacob
- Max Jacob

## Fiktiva personer med förnamnet Jakob/Jacob
- Jacob Bokhandlare, titelperson i Fritiof Nilsson Piratens roman Bokhandlaren som slutade bada från 1937 som även har filmatiserats
- Jacob Worse, person i Alexander Kiellands roman Garman & Worse från 1880
- Jakob Dunderskägg, karaktär Christina Anderssons barnböcker och filmerna baserade på dessa
- Jacob Wells. Karaktär i serien Skönheten o Odjuret.